# 通识
通识又稱基础知识，是指人們通过各种媒体和書籍所獲取到的知識。 特地參加某種培訓或因為備考、求職去讀專業書而獲得的專業知識並不屬於通识。許多研究者會研究人們所掌握的非專業知識程度和其他因素（例如智力）之間的關係。